# Marquinhos
Pour les articles homonymes, voir Marquinhos (homonymie).
Marcos Aoás Corrêa, dit Marquinhos, né le 14 mai 1994 à São Paulo (Brésil), est un footballeur international brésilien qui évolue au poste de défenseur central et de milieu défensif au Paris Saint-Germain. 
Formé au club brésilien des Corinthians, il rejoint en 2012 le championnat d'Italie à l'AS Roma où il devient rapidement titulaire et, en une seule saison, attire les convoitises de nombreux clubs européens. Transféré au Paris Saint-Germain en 2013, il devient progressivement l'un des cadres de l'équipe, remportant notamment un nombre record de dix titres de champion de France. Il atteint également la finale de la Ligue des Champions en 2020. Cette année-là, il succède à son compatriote Thiago Silva au capitanat puis devient quatre ans plus tard le joueur le plus capé du club, avant de remporter la première Ligue des Champions du club lors de la saison 2024-2025. Avec un total de douze années au PSG, soit l'essentiel de sa carrière professionnelle, il est ainsi le joueur le plus pérenne du club de l'ère qatarie, y remportant un total de trente-quatre titres.
Sélectionné en équipe du Brésil, Marquinhos débute en 2013 face au Honduras, avant de participer au Tournoi de Toulon 2014 avec l'équipe des moins de 20 ans. Il remporte ensuite la médaille d'or aux Jeux Olympiques disputés à Rio en 2016. Le défenseur participe également à quatre éditions de la Copa América, remportant l'édition 2019, et à deux Coupes du monde (2018 et 2022) où il s'arrête à chaque fois en quart-de-finale.

## Carrière en club

### Formation et débuts au SC Corinthians (2002-2012)
Fils d'une mère professeure et d'un père commerçant, Marquinhos (diminutif de son prénom Marcos) grandit à São Paulo, au Brésil. Au même titre que son père ou son grand-frère, il se passionne rapidement pour le football et intègre son premier club à l'âge de six ans. Habitué à jouer avec ses proches et ses amis au poste de gardien de but, c'est à ce poste qu'il commence à joue pour son club avant que son entraîneur ne le positionne en défense. En 2002, Marquinhos rejoint le Sport Club Corinthians Paulista. En janvier 2012, après dix ans passés au club, Marquinhos remporte la coupe de São Paulo junior contre le Fluminense Football Club,. Tite, l'entraîneur de l'équipe première du club décide ainsi d'intégrer Marquinhos à l'équipe qu'il dirige.
Après un match passé sur le banc des remplaçants lors d'une victoire un but à zéro face au Club Atlético Linense, dans le championnat de São Paulo, il est titulaire contre l'Associação Desportiva São Caetano, le 18 février. Durant sa première saison au niveau professionnel, Marquinhos joue huit matchs en championnat pauliste. Après avoir terminé champions de la première phase de championnat, le SC Corinthians et Marquinhos sont éliminés en quarts de finale des play-offs de la compétition. Après la fin du championnat pauliste, en mai 2012, Marquinhos fait ses débuts en championnat du Brésil en jouant l'intégralité du match perdu un but à zéro face au Fluminense Football Club. Marquinhos joue un total de six matchs de Série A et est remplaçant lors de la finale de Copa Libertadores 2012 remportée face au Club Atlético Boca Juniors.

### AS Rome (2012-2013)
En août 2012, Marquinhos rejoint l'Associazione Sportiva Roma dans le cadre d'un prêt payant d'un an d'une valeur d'1,5 million d'euros, susceptible d'augmenter jusqu'à 3 millions d'euros après huit apparitions de plus de 45 minutes avec l'équipe première. En Italie, le défenseur brésilien porte le numéro trois et joue sous le nom de « Marcos ». Malgré son jeune âge, Marquinhos se fait rapidement une place dans l'effectif romain et obtient le surnom de "Monument" par les Tifosi du club. Il fait ses débuts en Série A le 16 septembre 2012, en rentrant en cours de jeu lors de la défaite trois buts à deux face à Bologne. En octobre, après une lourde défaite quatre buts à un face au Juventus Football Club, l'entraîneur du club, Zdeněk Zeman, souhaite associer un joueur rapide à Leandro Castán, arrivé à l'été du Sport Club Corinthians Paulista, et choisit Marquinhos pour former l'une des charnières les plus prometteuses de Série A. Le jeune brésilien devient ainsi titulaire en défense centrale, au détriment de l'Argentin Nicolás Burdisso, sa première titularisation étant un succès puisque son club n'encaisse aucun but. Il récolte le premier carton rouge de sa carrière le 22 décembre 2012 face à l'AC Milan à la 78e minute de jeu, après avoir touché le ballon avec le bras à la suite d'un contrôle de El Shaarawy. 
Durant l'édition 2012-2013 de Série A, il ne dispute pourtant que 26 matches,, quelques blessures mineures perturbant sa fin de saison. Il est néanmoins présent, au poste de latéral droit, lors de la finale de coupe d'Italie perdue un but à zéro face à la Società Sportiva Lazio.

### Paris Saint-Germain (depuis 2013)

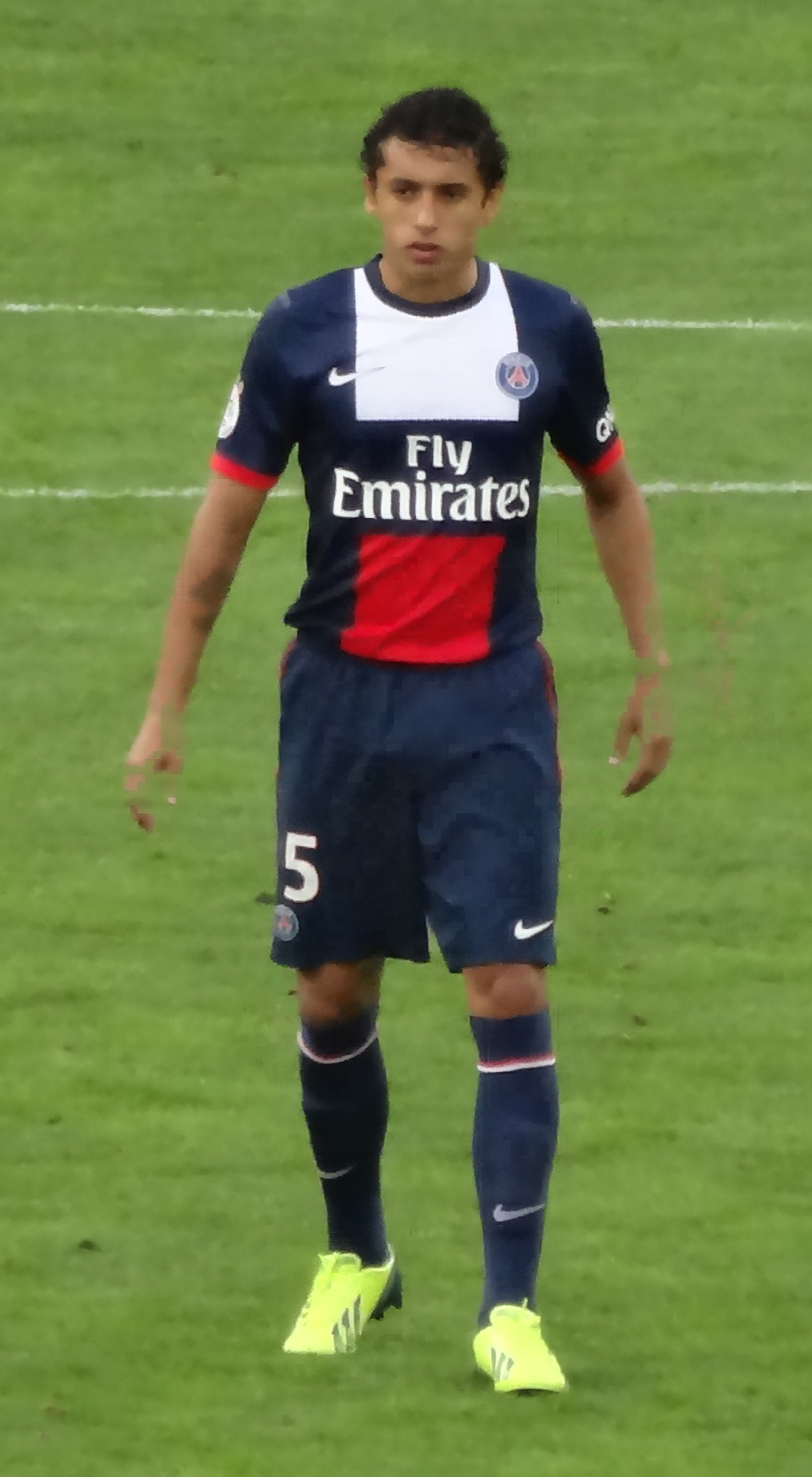
Marquinhos à ses débuts au Paris Saint-Germain (2013).

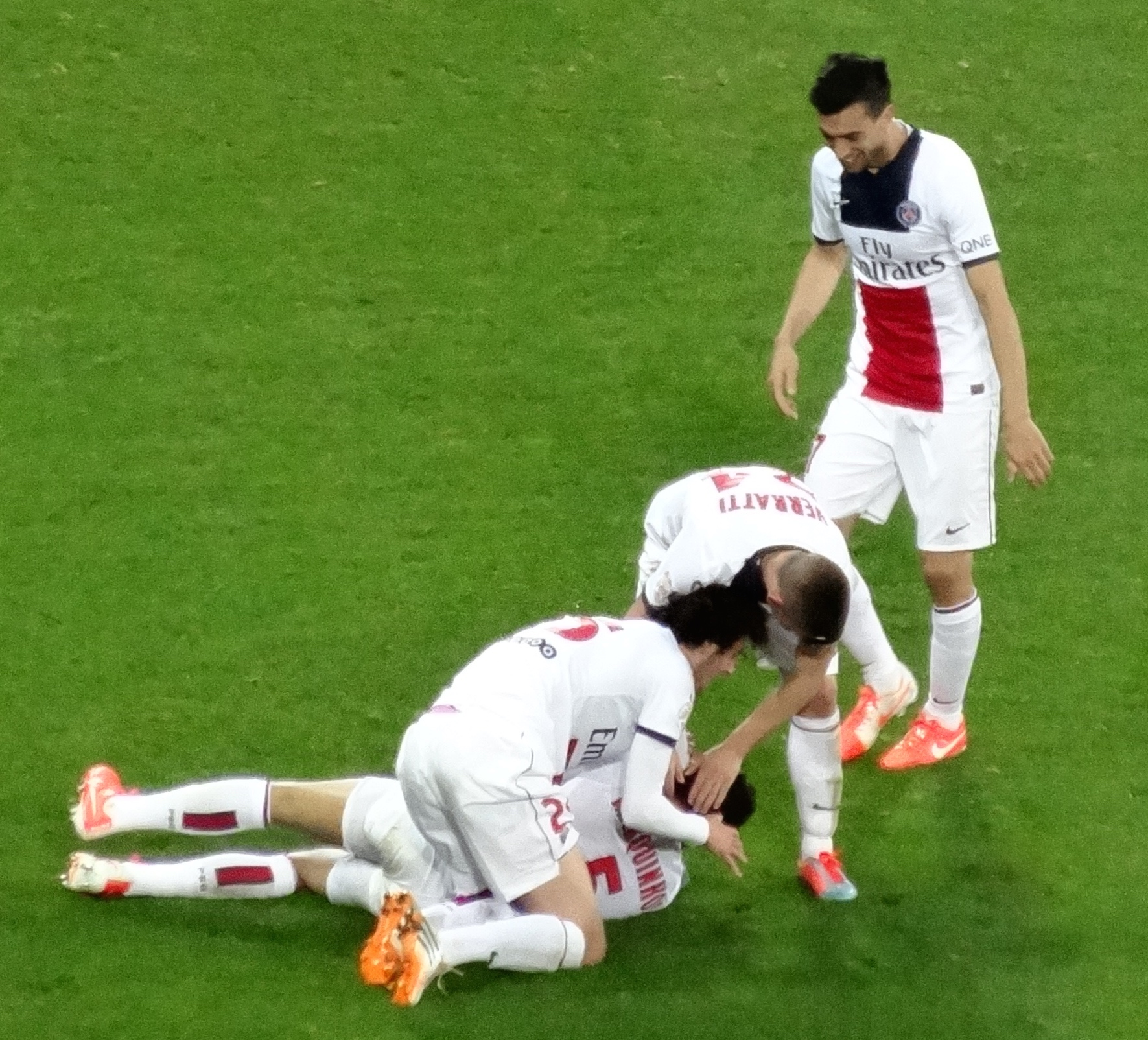
Marquinhos félicité par ses coéquipiers après son but face au LOSC Lille (2014).

Le 19 juillet 2013, alors qu'il n'a que 19 ans, Marquinhos signe un contrat de cinq ans au Paris Saint-Germain pour une indemnité de transfert évaluée à 31,4 millions d'euros. Il s'agit ainsi de l'une des sommes les plus importantes dépensées pour un aussi jeune joueur,, ainsi que pour un défenseur,. Les débuts du défenseur brésilien avec le club de la capitale sont d'abord compromis après des anomalies détectées lors de sa visite médicale au club,. Marquinhos n'ayant pas pris part aux entraînements et aux déplacements amicaux de son équipe en Suède, le quotidien français Le Parisien annonce que Marquinhos est atteint d'hépatite avant que le Paris Saint-Germain ne démente ces informations,.

#### Saison 2013-2014
Le 17 septembre 2013, Marquinhos joue son premier match avec le Paris Saint-Germain, en Ligue des champions, face à l'Olympiakos. Lors de ce-même match, malgré une erreur défensive qui amène le seul but grec de la rencontre, Marquinhos marque son premier but avec le club, permettant ainsi au PSG de l'emporter (4-1),. À la suite de la blessure de son compatriote et coéquipier en défense centrale, Thiago Silva, Marquinhos est titularisé à plusieurs reprises lors du mois de septembre, aux côtés d'Alex. Auteur de bonnes performances, il inscrit son premier but dans le championnat de France, face au Toulouse Football Club, le 28 septembre. Quelques jours plus tard, le 2 octobre 2013, lors d'un match de groupe de Ligue des Champions, Marquinhos marque un nouveau but, face au Benfica Lisbonne.
Le 2 avril 2014, le Paris Saint-Germain joue le quart de finale aller de la Ligue des champions au Parc des Princes face à Chelsea. Les parisiens s'imposent 3 à 1 face aux anglais mais l'attaquant du PSG Zlatan Ibrahimovic se blesse derrière la cuisse, et ne peut donc pas se rendre au match retour. Lors de ce match retour à Stamford Bridge, c'est Chelsea qui l'emporte et qui se qualifie. Chelsea remporte le match retour sur le score de 2-0 avec des buts de l'allemand Schürrle et de Demba Ba à la 87e minute.
Le 19 avril, neuf jours après l'élimination en Ligue des champions, il remporte la Coupe de la Ligue face à Lyon (victoire 2 à 1). Il s'agit de la quatrième Coupe de la Ligue pour le PSG.
Le 7 mai 2014, il remporte son premier championnat de France avec le PSG, malgré la défaite face au Stade Rennais au Parc des Princes. Le club de la capitale remporte son quatrième titre de champion de Ligue 1 et bat de nombreux records sur la saison. Par exemple, il porte à 89 points le nombre de points remportés sur une saison, et porte à 27 le nombre de victoires sur une saison dans la compétition.
Le 10 mai 2014, à la suite d'une frappe de Lucas repoussée par Enyeama, Marquinhos inscrit un but de la tête contre Lille (victoire 1-3 au stade Mauroy).
Malgré un statut de remplaçant derrière l'expérimentée charnière centrale du PSG, le jeune espoir brésilien termine sa saison avec de belles promesses pour l'avenir et un total de cinq buts marqués, dont trois en coupe d'Europe. À l'approche de la Coupe du monde, ses performances suscitent d'ailleurs l'intérêt des plus grands clubs, comme le FC Barcelone qui cherche à se renforcer en défense centrale.

#### Saison 2014-2015
Il est titulaire dès le premier match de la saison 2014-2015 au trophée des champions aux côtés de Camara. Il gagne le trophée grâce à un doublé de Zlatan Ibrahimović (victoire 2-0). Il est aussi titulaire lors de la première journée de Ligue 1 face à Reims. Ce premier match reste cependant compliqué pour le PSG, en difficulté défensivement, et qui concède le match nul alors qu'il menait 1-0 dès la 7e minute.
Avec l'arrivée de David Luiz en complément de Thiago Silva, Marquinhos est souvent positionné au poste d'arrière-droit où il entre en concurrence avec Serge Aurier et Gregory van der Wiel.
Le 30 septembre 2014, il se fait remarquer par les réseaux sociaux et les journalistes en célébrant comme un but son tacle défensif décisif à la 82e minute de PSG-Barcelone (3-2) sur un tir de Jordi Alba, en phase de poules de la Ligue des Champions[réf. nécessaire].
Le 26 mars 2015, il prolonge son contrat d'une année supplémentaire, il est ainsi lié au club jusqu'en juin 2019.
Le 21 avril 2015, en quart de finale retour de Ligue des champions, les Parisiens s'inclinent 2-0 au Camp Nou au cours d'un match où Barcelone montre sa supériorité. Paris ne parvient pas à se créer d'occasions et se fait surprendre à la 14e minute lorsque Andrés Iniesta effectue une chevauchée solitaire dans le milieu du terrain avant de délivrer une passe décisive pour Neymar.
Marquinhos réalise quant à lui une saison pleine au niveau national avec le Paris Saint-Germain. En effet, le club réalise un quadruplé inédit, remportant le Trophée des Champions, la Coupe de France, la Coupe de la Ligue et le Championnat de France de Ligue 1,. Le titre de Ligue 1 est assuré à une journée de la fin du championnat face à Montpellier (victoire 2-1).

#### Saison 2015-2016
Lors du début de saison 2015-2016, Marquinhos n'est pas considéré comme un titulaire à part entière. À la suite de l'affaire extra-sportive qui va toucher Serge Aurier, le Brésilien va toutefois trouver davantage de temps de jeu en dépannant dans le couloir droit. Il dispute ainsi le match décisif à Stamford Bridge en huitième de finale de la Ligue des champions.
En défense centrale, la charnière David Luiz - Thiago Silva est reconduite dans la majorité des matchs, ce qui laisse peu d'occasions à Marquinhos pour jouer à son poste de prédilection. Le 6 avril, alors qu'on attend la titularisation de Marquinhos lors du quart de finale européen contre Manchester City, Laurent Blanc décide de remettre Aurier dans l'équipe, alors qu'il revient tout juste de suspension. À la 72e, l'Ivoirien perd un ballon et offre un contre au bout duquel Fernandinho égalise, et relance les chances du club anglais (score final 2-2). Au match retour au City of Manchester Stadium, l'entraineur change son système de jeu pour un passage en 3-5-2, et aligne le Brésilien dans la défense à trois. Ce changement tactique ne permettra pas de se qualifier en demi, et Kevin De Bruyne inscrit le seul but du match, qui donne la victoire aux citizens.
Le 14 mai, lors de la dernière journée de Ligue 1, il marque son unique but de la saison à la 53e minute de jeu face au FC Nantes à la suite d'un coup franc dévié de Zlatan Ibrahimović (victoire 4-0). Il est sacré champion de France pour la troisième année consécutive.

#### Saison 2016-2017

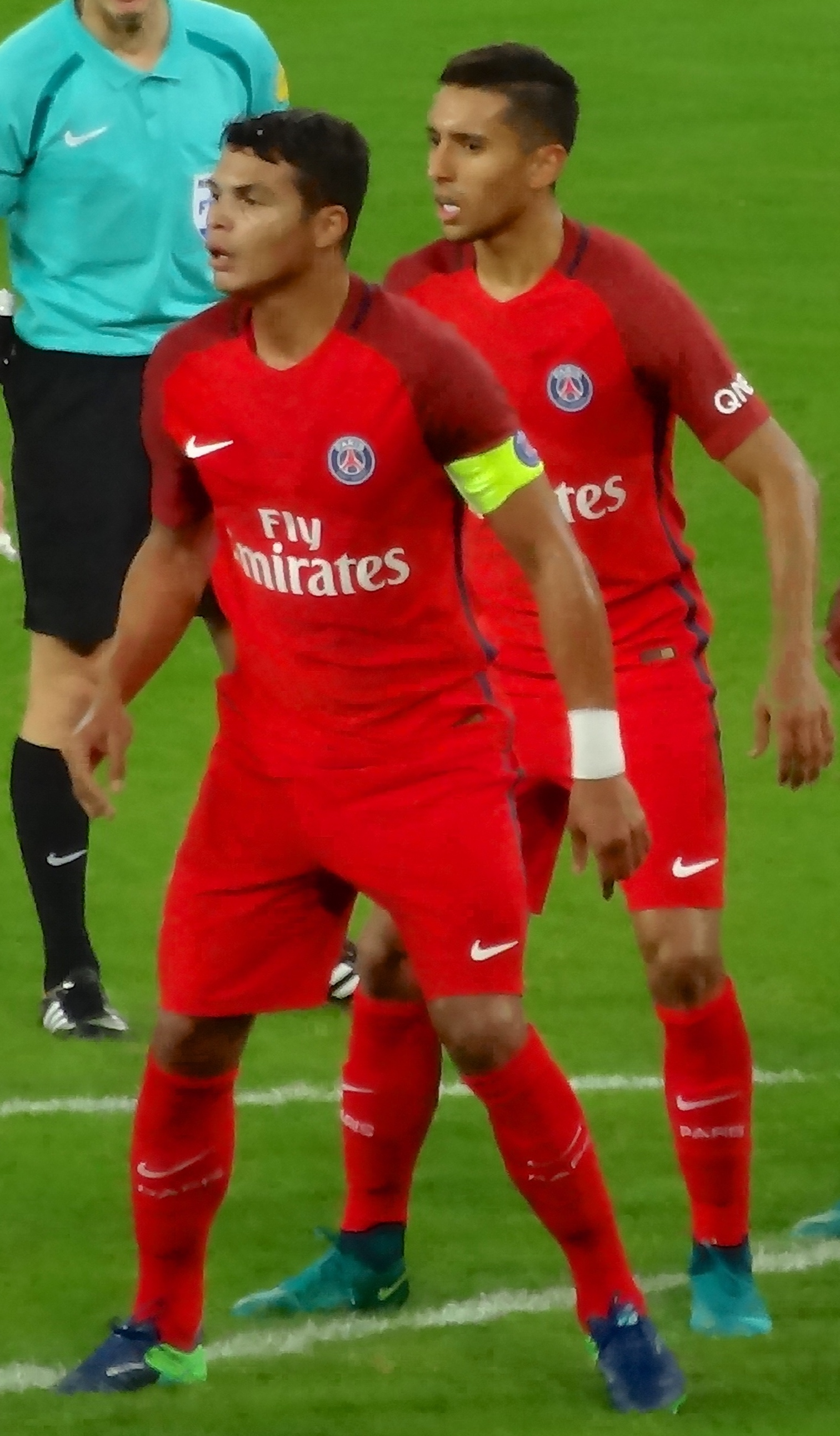
Marquinhos aux côtés de son compatriote Thiago Silva (2016).

Pour cette nouvelle saison, le PSG change d'entraineur et donne les commandes à Unai Emery. Fraichement auréolé d'un titre olympique avec sa sélection, le joueur retourne dans son club après la seconde journée de championnat. À la suite du départ de David Luiz pour Chelsea, il s'impose comme titulaire en défense centrale aux côtés de Thiago Silva.
Dans la seconde partie de saison, le défenseur se montre décisif et marque à plusieurs reprises. Le 26 février 2017, il trouve l'ouverture du score lors du classique au stade Vélodrome (victoire 1-5). Il marque de nouveau à Nice (défaite 3-1) et contre le SC Bastia (victoire 5-0), ainsi que face à l'AS Monaco en Coupe de France (victoire 5-0).
Collectivement, la saison est rude avec la perte du titre de champion et une élimination traumatisante contre le Barça en Ligue des champions. Très propre dans son jeu, Marquinhos réitère quant à lui sa performance de la saison précédente et ne reçoit qu'un carton jaune durant l'ensemble du championnat qui est remporté par le club monégasque.
Le 1er juillet 2017, il prolonge son contrat jusqu'en 2022.

#### Saison 2017-2018
À l'aube de la saison 2017-2018, les ambitions du PSG sont grandissantes après les recrutements de Neymar et Mbappé.
Le 29 juillet 2017, le PSG débute parfaitement et remporte son quatrième trophée de champions face à Monaco 2-1.
Marquinhos est titulaire indiscutable en défense centrale. Le 25 août il délivre une passe décisive à Thiago Motta lors d'une victoire face à l'AS Saint-Étienne (victoire 3-0). Il réitère le 9 décembre pour Mbappé face à Lille (victoire 3-1). Pour la première fois depuis son arrivée en France, il ne marque aucun but en championnat, et se concentre plutôt sur les tâches défensives (un seul carton jaune encore sur tout le championnat).
24 janvier 2018 le Brésilien marque contre Guingamp en Coupe de France (victoire 4-2). Une semaine plus tard, il récidive en Coupe de la Ligue lors d'un déplacement à Rennes (victoire 2-3).
Après une saison pleine, il reconquiert le titre de champion et empoche à nouveau les deux coupes nationales.

#### Saison 2018-2019
Déçu par les performances européennes des deux dernières saisons, la direction du PSG décide de changer d'entraineur pour 2018-2019. Thomas Tuchel prend les commandes de l'équipe première et recompose son effectif. Faute d'avoir pu remplacer Thiago Motta parti à la retraite, il repositionne Marquinhos en milieu récupérateur et confie l'axe de la défense à Thiago Silva et Presnel Kimpembe. Le technicien allemand loue les qualités de son joueur dont l'ego s'efface dans l'investissement et le sens du sacrifice pour le collectif, à l'image de ce que fait Blaise Matuidi.
Le 20 octobre 2018, en l'absence de Thiago Silva, il porte le brassard de capitaine contre Amiens. À cette occasion, il marque le premier but de son équipe sur une tête décroisée (victoire 5-0).
Le 11 mai 2019, contre Angers, il reçoit son premier carton rouge sous le maillot parisien, le 2e seulement de sa carrière. Après une saison en demi-teinte, il doit se contenter du seul titre de champion de France, après la perte des coupes nationales et une élimination précoce en Ligue des champions contre Manchester United.

#### Saison 2019-2020
Toujours sous les ordres de Thomas Tuchel, la saison 2019-2020 voit le retour de Leonardo comme directeur sportif. L'entraîneur allemand place régulièrement Marquinhos dans un rôle de milieu récupérateur où il forme un duo efficace avec Marco Verratti,. Il est également régulièrement désigné comme capitaine, lorsque Thiago Silva n'est pas sur le terrain.
Le 13 janvier, Marquinhos prolonge son engagement de deux saisons, soit jusqu'en 2024. Dix jours plus tard, il marque contre Reims en demi-finale de coupe de la Ligue (victoire 0-3), mais il est touché aux ischio-jambiers, alors qu'il revenait d'une blessure aux adducteurs. S'ensuivent trois semaines d'indisponibilité. Il revient en titulaire en défense centrale et en Ligue des champions 2019 2020, après un match aller jugé raté face à Dortmund et son jeune attaquant norvégien Erling Haaland, il porte le brassard de capitaine de son équipe au retour, qui l'emporte 2 à 0 pour se qualifier en quarts de finale.

#### Saison 2020-2021
À la suite du départ de Thiago Silva à Chelsea à l'été 2020, Marquinhos devient le capitaine du Paris Saint-Germain et retrouve son poste de prédilection en défense centrale, aux côtés de Presnel Kimpembe. Le 2 décembre 2020, il marque à Old Trafford contre Manchester United (victoire 1-3 pour le Paris Saint-Germain), en phase de groupes de Ligue des champions.
La trêve hivernale est marquée par le licenciement de Thomas Tuchel et l'arrivée de Mauricio Pochettino, ancien défenseur central et capitaine du Paris Saint-Germain au début des années 2000.
Conforté dans son rôle de capitaine, Marquinhos est encore buteur en quart de finale européen contre le Bayern Munich le 7 avril 2021 (victoire 2-3 à Munich),. À cette occasion, il devient recordman du nombre de matchs à élimination directe en Ligue des champions de l'UEFA joués avec le Paris Saint-Germain. Le parcours européen des Parisiens s'arrêtera au tour suivant contre Manchester City. La déception européenne est doublée par un échec en championnat, le titre étant remporté avec un point d'avance par le LOSC Lille.

#### Saison 2021-2022
À la suite d'un mercato impressionnant marqué par les arrivées de Lionel Messi, Gianluigi Donnarumma ou encore Sergio Ramos en concurrent à son poste, Marquinhos est conforté dans ses rôles de défenseur central et de capitaine du Paris Saint-Germain. Derrière lui, le poste de gardien revient en alternance au néo-champion d'Europe Italien et à Keylor Navas, sans qu'aucune hiérarchie ne se dégage.
Sous les ordres de Mauricio Pochettino, les Parisiens obtiennent leur dixième titre de champions de France, égalant le record du nombre de titres détenu jusqu'alors par l'AS Saint-Étienne. 
Pourtant, cette saison est encore marquée par la déception. Classés second de la phase de groupes de Ligue des champions derrière Manchester City, les Parisiens héritent du Real Madrid de Carlo Ancelotti en huitièmes de finale. Malgré une victoire à l'aller au Parc des Princes (1-0), un nouveau scénario cruel a lieu au retour au stade Santiago-Bernabéu : en route pour le Ballon d'or, Karim Benzema réalise un triplé et élimine le Paris Saint-Germain (3-1).

#### Saison 2022-2023

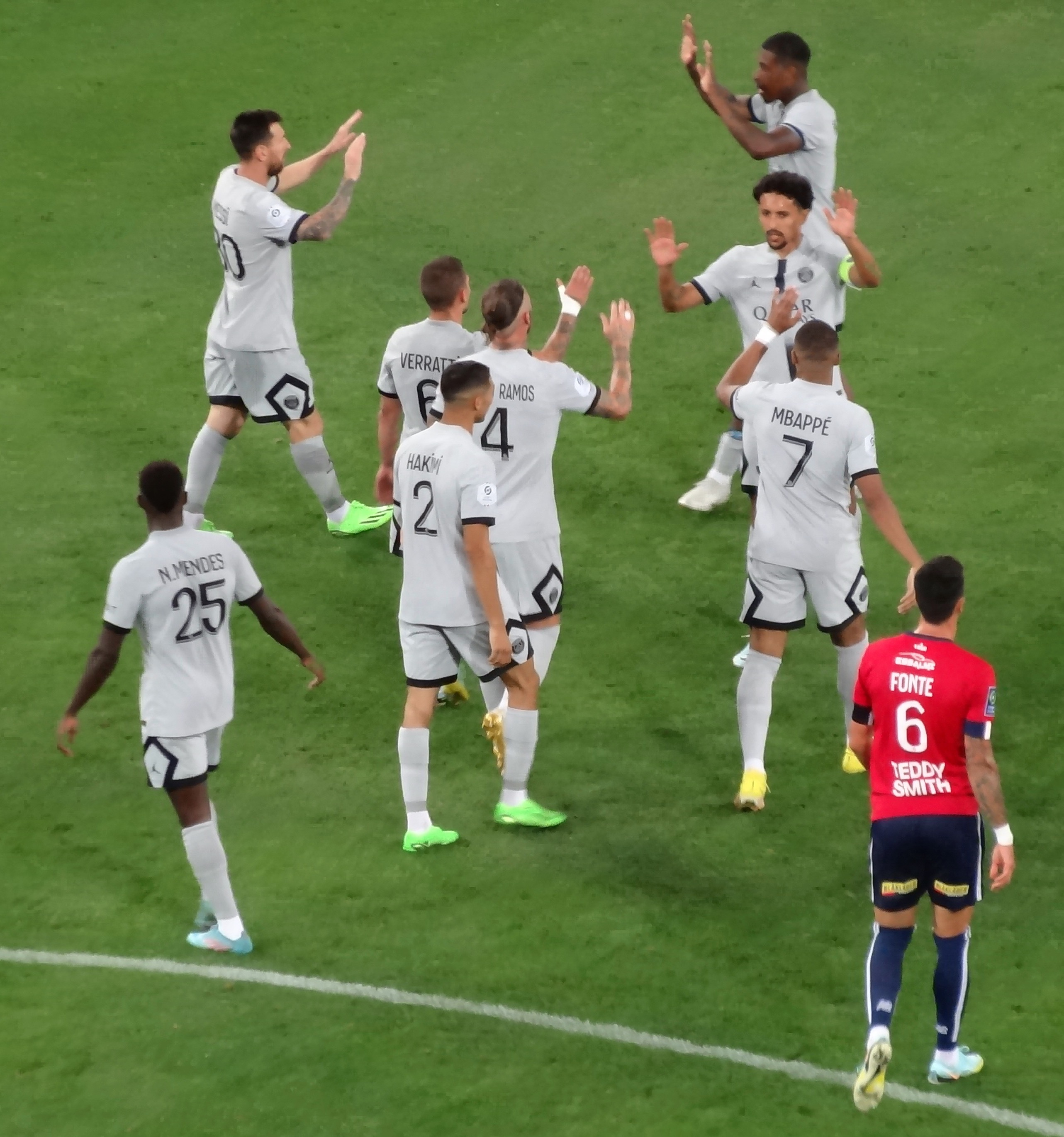
Marquinhos avec le brassard de capitaine célébrant un but face au LOSC Lille (2022).

Après les derniers échecs sportifs, de nouveaux bouleversements marquent l'avant-saison 2022-2023 du Paris Saint-Germain. Grand architecte de l'organisation sportive, Leonardo quitte son poste, tandis que Mauricio Pochettino est écarté par le nouveau conseiller football : Luís Campos. Ce dernier, choisit Christophe Galtier qu'il a connu au LOSC Lille pour prendre les commandes de l'équipe première. 
Le technicien français organise une défense à trois centraux composée de Sergio Ramos, Presnel Kimpembe et Marquinhos à qui il maintient le brassard de capitaine. Après l'échec du recrutement de Milan Škriniar, et compte-tenu des aléas des blessures et suspensions, le système de jeu évolue. Au cours du mois d'octobre, l'entraîneur recompose une défense à quatre, obligeant à retrouver de nouveaux repères.
En 2022, le magazine So Foot le classe dans le top 1000 des meilleurs joueurs de l'histoire du championnat de France, à la 75e place.
Le 19 mai 2023, son contrat au Paris Saint-Germain est prolongé jusqu'en 2028. Concernant sa prolongation de contrat, il raconte : « Je suis très heureux d'annoncer cette prolongation de contrat, mais aussi très fier. C'est un moment très spécial pour moi. Le Paris Saint-Germain m'a toujours donné beaucoup de confiance, et moi aussi, j’ai énormément confiance en ce club. Je suis convaincu que nous continuerons à réaliser de belles choses ensemble dans les années à venir ».

#### Saison 2023-2024
Le 10 avril 2024, lors du quart de finale aller de Ligue des champions contre le FC Barcelone, son 436e match, Marquinhos devient le joueur le plus capé de l'histoire du PSG (devançant les 435 matchs de Jean-Marc Pilorget).

#### Saison 2024-2025
En septembre 2024, Marquinhos est confirmé en tant que capitaine du Paris Saint-Germain à la suite d'un vote au sein du vestiaire. Il a pour vices-capitaines Achraf Hakimi, Gianluigi Donnarumma et Presnel Kimpembe.
Le 5 avril 2025, lors d’une victoire contre l'Angers SCO (1-0) à l’occasion de la 28e journée du Championnat de France 2024-2025, il remporte son dixième titre de champion de France, établissant un nouveau record en Ligue 1, et fait partie de l'épopée victorieuse lors de la Ligue des champions aux côtés de Désiré Doué, Ousmane Dembélé ou encore Willian Pacho, avec qui il forme la charnière centrale du club. Le 31 mai 2025, il remporte la Ligue des champions contre l'Inter Milan (5-0) et soulève le trophée pour la première fois de sa carrière,. 

## Carrière internationale

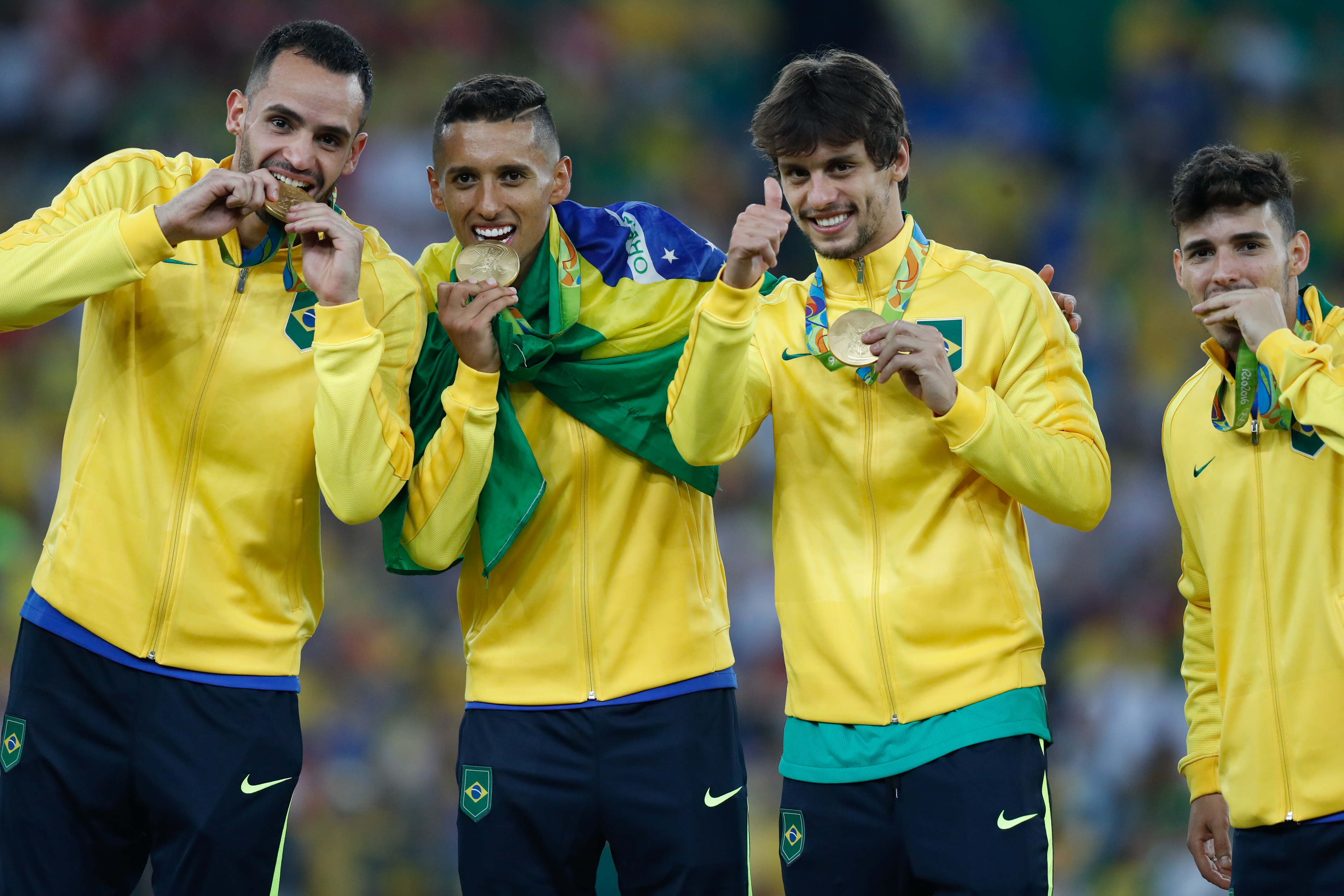
Marquinhos et ses coéquipiers célébrant la victoire aux Jeux olympiques 2016.

Marquinhos possède une double nationalité et aurait pu être sélectionné avec le Portugal. Après de premières déclarations qui laissaient entendre qu'il pourrait être intéressé par la sélection portugaise, il déclare en octobre 2013 qu'il souhaite intégrer la Seleção.

### Équipe du Brésil
Le 26 octobre 2013, Marquinhos est convoqué pour la première fois par Luiz Felipe Scolari pour les matches amicaux contre le Honduras le 16 novembre aux États-Unis, puis contre le Chili trois jours plus tard au Canada. Il fait ses débuts internationaux contre le Honduras le 17 novembre 2013, en remplaçant David Luiz. 
Il n'est pas sélectionné par Scolari pour disputer la Coupe du monde 2014 au Brésil. Il disputa sa première grande compétition internationale lors de la Copa America 2015 où les Brésiliens s'inclineront en quarts-de-finale contre le Paraguay.
Le 5 mai 2016, Marquinhos fait partie des 23 joueurs sélectionnés pour la Copa América 2016. Seuls quatre joueurs sélectionnés lors de la Coupe du monde 2014 font partie de cette liste : Dani Alves, Hulk, Luiz Gustavo et Willian.
Le 10 octobre 2017, en l'absence de Thiago Silva, Tite désigne pour la première fois Marquinhos capitaine de la Seleção brésilienne pour affronter le Chili pour le compte de la dernière journée des matchs de qualification de la zone AmSud en marge de  la Coupe du monde 2018. Un match que les Brésiliens remporteront 3-0 sur une équipe chilienne ainsi éliminée de la course au Mondial 2018. À cette occasion, Marquinhos devient à 23 ans le plus jeune joueur brésilien à porter un brassard de capitaine de l'histoire de la sélection nationale A brésilienne.
Il est naturellement sélectionné pour disputer la Coupe du monde 2018 en Russie où les Brésiliens s'inclineront en quarts-de-finale contre la Belgique. Le 11 septembre 2018, lors d'un match amical contre le Salvador disputé au FedEx Field de Landover, Marquinhos marque son premier but en sélection sur une tête à la 90e minute. 
Marquinhos remportera la Copa América 2019 contre le Pérou avant de s'incliner lors de la Copa América 2021 contre l'Argentine en finale. Le 7 novembre 2022, il est sélectionné par Tite pour participer à la Coupe du monde 2022 disputée au Qatar. Malgré un très bon début de compétition, il est le joueur qui élimine son équipe en manquant son penalty en touchant le poteau lors des tirs au but des quarts de finale contre la Croatie (1-1). Le 10 mai 2024, il figure dans la liste des joueurs retenus par Dorival Júnior pour participer à la Copa América 2024.

### Brésil olympique
Le 14 juillet 2016, malgré quelques réticences de son club, il fait partie de la liste des joueurs convoqués pour participer aux Jeux olympiques. Le 31 juillet 2016, il marque en amical contre le Japon. Durant le tournoi, le Brésil de Neymar s'extirpe difficilement de son groupe où il concède deux nuls 0-0 contre l'Afrique du Sud et l'Irak, avant de battre le Danemark 2-0. Le 17 août 2016, au Maracanã, Marquinhos inscrit le quatrième but de son équipe lors de la demi-finale des Jeux contre le Honduras. Le 21 août, il remporte la médaille d'or en finale contre l'Allemagne, après une séance de tirs au but où il marque en deuxième position.

## Statistiques

### En club
| Saison                | Club                  | Championnat           | Championnat | Championnat | Championnat | Coupe nationale | Coupe nationale | Coupe nationale | Coupe de la Ligue | Coupe de la Ligue | Coupe de la Ligue | Supercoupe | Supercoupe | Supercoupe | Compétition(s) continentale(s) | Compétition(s) continentale(s) | Compétition(s) continentale(s) | Compétition(s) continentale(s) | Ligue régionale | Ligue régionale | Ligue régionale | Autres compétitions | Autres compétitions | Autres compétitions | Autres compétitions | Total | Total | Total |
| Saison                | Club                  | Division              | M.          | B.          | P.d.        | M.              | B.              | P.d.            | M.                | B.                | P.d.              | M.         | B.         | P.d.       | Comp.                          | M.                             | B.                             | P.d.                           | M.              | B.              | P.d.            | Comp.               | M.                  | B.                  | P.d.                | M.    | B.    | P.d.  |
| 2012                  | SC Corinthians        | Brasileirão           | 6           | 0           | 1           | -               | -               | -               | -                 | -                 | -                 | -          | -          | -          | -                              | -                              | -                              | -                              | 8               | 0               | 0               | -                   | -                   | -                   | -                   | 14    | 0     | 1     |
| 2012-2013             | AS Rome               | Serie A               | 26          | 0           | 0           | 4               | 0               | 0               | -                 | -                 | -                 | -          | -          | -          | -                              | -                              | -                              | -                              | -               | -               | -               | -                   | -                   | -                   | -                   | 30    | 0     | 0     |
| 2013-2014             | Paris Saint-Germain   | Ligue 1               | 21          | 2           | 0           | 1               | 0               | 0               | 2                 | 0                 | 0                 | -          | -          | -          | C1                             | 8                              | 3                              | 1                              | -               | -               | -               | -                   | -                   | -                   | -                   | 32    | 5     | 1     |
| 2014-2015             | Paris Saint-Germain   | Ligue 1               | 25          | 2           | 0           | 5               | 0               | 0               | 4                 | 0                 | 0                 | 1          | 0          | 0          | C1                             | 7                              | 0                              | 0                              | -               | -               | -               | -                   | -                   | -                   | -                   | 42    | 2     | 0     |
| 2015-2016             | Paris Saint-Germain   | Ligue 1               | 29          | 1           | 0           | 5               | 1               | 0               | 3                 | 0                 | 0                 | -          | -          | -          | C1                             | 6                              | 0                              | 0                              | -               | -               | -               | -                   | -                   | -                   | -                   | 43    | 2     | 0     |
| 2016-2017             | Paris Saint-Germain   | Ligue 1               | 29          | 3           | 0           | 5               | 1               | 0               | 2                 | 0                 | 0                 | -          | -          | -          | C1                             | 8                              | 0                              | 0                              | -               | -               | -               | -                   | -                   | -                   | -                   | 44    | 4     | 0     |
| 2017-2018             | Paris Saint-Germain   | Ligue 1               | 26          | 0           | 2           | 3               | 1               | 0               | 3                 | 1                 | 0                 | 1          | 0          | 0          | C1                             | 8                              | 0                              | 1                              | -               | -               | -               | -                   | -                   | -                   | -                   | 41    | 2     | 3     |
| 2018-2019             | Paris Saint-Germain   | Ligue 1               | 30          | 3           | 2           | 4               | 0               | 0               | 2                 | 0                 | 0                 | 1          | 0          | 0          | C1                             | 7                              | 1                              | 0                              | -               | -               | -               | -                   | -                   | -                   | -                   | 44    | 4     | 2     |
| 2019-2020             | Paris Saint-Germain   | Ligue 1               | 19          | 3           | 1           | 2               | 0               | 0               | 4                 | 1                 | 0                 | 1          | 0          | 0          | C1                             | 11                             | 2                              | 0                              | -               | -               | -               | -                   | -                   | -                   | -                   | 37    | 6     | 1     |
| 2020-2021             | Paris Saint-Germain   | Ligue 1               | 25          | 3           | 1           | 4               | 0               | 0               | -                 | -                 | -                 | 1          | 0          | 0          | C1                             | 10                             | 3                              | 0                              | -               | -               | -               | -                   | -                   | -                   | -                   | 40    | 6     | 1     |
| 2021-2022             | Paris Saint-Germain   | Ligue 1               | 32          | 5           | 0           | -               | -               | -               | -                 | -                 | -                 | -          | -          | -          | C1                             | 8                              | 0                              | 1                              | -               | -               | -               | -                   | -                   | -                   | -                   | 40    | 5     | 1     |
| 2022-2023             | Paris Saint-Germain   | Ligue 1               | 33          | 2           | 0           | 2               | 0               | 0               | -                 | -                 | -                 | 1          | 0          | 0          | C1                             | 8                              | 0                              | 0                              | -               | -               | -               | -                   | -                   | -                   | -                   | 44    | 2     | 0     |
| 2023-2024             | Paris Saint-Germain   | Ligue 1               | 21          | 0           | 0           | 4               | 0               | 0               | -                 | -                 | -                 | 1          | 0          | 0          | C1                             | 10                             | 0                              | 2                              | -               | -               | -               | -                   | -                   | -                   | -                   | 36    | 0     | 2     |
| 2024-2025             | Paris Saint-Germain   | Ligue 1               | 22          | 2           | 0           | 3               | 1               | 0               | -                 | -                 | -                 | 1          | 0          | 0          | C1                             | 16                             | 0                              | 0                              | -               | -               | -               | CM                  | 6                   | 0                   | 0                   | 48    | 3     | 0     |
| 2025-2026             | Paris Saint-Germain   | Ligue 1               | -           | -           | -           | -               | -               | -               | -                 | -                 | -                 | -          | -          | -          | C1                             | -                              | -                              | 0                              | -               | -               | -               | SC                  | 1                   | 0                   | 0                   | 1     | 0     | 0     |
| Sous-total            | Sous-total            | Sous-total            | 312         | 26          | 6           | 38              | 4               | 0               | 20                | 2                 | 0                 | 8          | 0          | 0          | -                              | 107                            | 9                              | 5                              | -               | -               | -               | -                   | 7                   | 0                   | 0                   | 492   | 41    | 11    |
| Total sur la carrière | Total sur la carrière | Total sur la carrière | 344         | 26          | 7           | 42              | 4               | 0               | 20                | 2                 | 0                 | 8          | 0          | 0          | -                              | 107                            | 9                              | 5                              | 8               | 0               | 0               | -                   | 7                   | 0                   | 0                   | 536   | 41    | 12    |

### En sélection nationale
| Saison                | Sélection             | Phases finales          | Phases finales | Phases finales | Phases finales | Éliminatoires CDM | Éliminatoires CDM | Éliminatoires CDM | Matchs amicaux | Matchs amicaux | Matchs amicaux | Total | Total | Total |
| Saison                | Sélection             | Compétition             | M              | B              | Pd             | M                 | B                 | Pd                | M              | B              | Pd             | M     | B     | Pd    |
| --------------------- | --------------------- | ----------------------- | -------------- | -------------- | -------------- | ----------------- | ----------------- | ----------------- | -------------- | -------------- | -------------- | ----- | ----- | ----- |
| 2013-2014             | Brésil                | Coupe du monde 2014 4e  | -              | -              | -              | -                 | -                 | -                 | 1              | 0              | 0              | 1     | 0     | 0     |
| 2014-2015             | Brésil                | Copa América 2015       | 1              | 0              | 0              | -                 | -                 | -                 | 4              | 0              | 0              | 5     | 0     | 0     |
| 2015-2016             | Brésil                | Copa América Centenario | 2              | 0              | 0              | 2                 | 0                 | 0                 | 1              | 0              | 0              | 5     | 0     | 0     |
| 2016-2017             | Brésil                | -                       | -              | -              | -              | 8                 | 0                 | 0                 | 0              | 0              | 0              | 8     | 0     | 0     |
| 2017-2018             | Brésil                | Coupe du monde 2018     | 1              | 0              | 0              | 4                 | 0                 | 0                 | 3              | 0              | 0              | 8     | 0     | 0     |
| 2018-2019             | Brésil                | Copa América 2019       | 6              | 0              | 1              | -                 | -                 | -                 | 9              | 1              | 0              | 15    | 1     | 1     |
| 2019-2020             | Brésil                | -                       | -              | -              | -              | -                 | -                 | -                 | 5              | 0              | 0              | 5     | 0     | 0     |
| 2020-2021             | Brésil                | Copa América 2021       | 6              | 1              | 0              | 6                 | 1                 | 0                 | -              | -              | -              | 12    | 2     | 0     |
| 2021-2022             | Brésil                | -                       | -              | -              | -              | 8                 | 1                 | 2                 | 2              | 0              | 0              | 10    | 1     | 2     |
| 2022-2023             | Brésil                | Coupe du monde 2022     | 5              | 0              | 0              | -                 | -                 | -                 | 4              | 2              | 0              | 9     | 2     | 0     |
| 2023-2024             | Brésil                | Copa América 2024       | 4              | 0              | 0              | 6                 | 1                 | 0                 | 1              | 0              | 0              | 11    | 1     | 0     |
| 2024-2025             | Brésil                | -                       | -              | -              | -              | 10                | 0                 | 0                 | -              | -              | -              | 10    | 0     | 0     |
| Total sur la carrière | Total sur la carrière | Total sur la carrière   | 25             | 1              | 1              | 43                | 3                 | 2                 | 31             | 3              | 0              | 99    | 7     | 3     |

## Palmarès

### En sélection nationale
Avec la sélection du Brésil et du Brésil olympique, Marquinhos remporte deux compétitions organisées par son pays, à savoir la Copa América 2019 et les Jeux olympiques de 2016. Plus jeune, avec l'équipe du Brésil des moins de 17 ans, il gagne le Championnat sud-américain 2011. Il remporte également le Tournoi de Toulon en 2014 avec l'équipe du Brésil des moins de 20 ans .
| Brésil (1)                                               | Brésil olympique (1)                    | Brésil -20 ans (1)                        | Brésil -17 ans (1)                                |
| -------------------------------------------------------- | --------------------------------------- | ----------------------------------------- | ------------------------------------------------- |
| - Copa América : - Vainqueur : 2019. - Finaliste : 2021. | - Jeux olympiques : - Vainqueur : 2016. | - Tournoi de Toulon : - Vainqueur : 2014. | - Championnat sud-américain : - Vainqueur : 2011. |

### En club
Marquinhos est passé dans trois clubs professionnels et joue actuellement au Paris Saint-Germain.
Après un bref passage en Italie et à l'AS Rome où il est finaliste de la coupe nationale en 2013, il rejoint cette même année le Paris Saint-Germain. Avec le club francilien, il remporte la Ligue des champions en 2025 (première du club), il est sacré champion de France dix fois (en 2014, 2015, 2016, 2018, 2019, 2020, 2022, 2023, 2024 et 2025) et octuple vainqueur de la Coupe de France en 2015, 2016, 2017, 2018, 2020, 2021, 2024 et 2025. Il remporte également la Coupe de la Ligue en 2014, 2015, 2016, 2018 et 2020, la Supercoupe de l'UEFA en 2025 ainsi que le Trophée des champions à de nombreuses reprises. Il est aussi finaliste de la Coupe du monde des clubs en 2025.
| S.C Corinthians (1)                          | AS Rome                               | Paris Saint-Germain FC (34) |
| -------------------------------------------- | ------------------------------------- | --- |
| - Copa Libertadores (1) : - Vainqueur : 2012 | - Coupe d'Italie : - Finaliste : 2013 | - Ligue des champions de l'UEFA (1) : - Vainqueur : 2025 - Finaliste : 2020 - Championnat de France (10) : - Champion : 2014, 2015, 2016, 2018, 2019, 2020, 2022, 2023, 2024 et 2025 - Vice-champion : 2017 et 2021 - Coupe de France (8) : - Vainqueur : 2015, 2016, 2017, 2018, 2020, 2021, 2024 et 2025 - Finaliste : 2019 - Coupe de la Ligue (5) : - Vainqueur : 2014, 2015, 2016, 2018 et 2020 - Trophée des champions (9) : - Vainqueur : 2014, 2015, 2017, 2018, 2019, 2020, 2022, 2023 et 2024 - Coupe du monde des clubs : - Finaliste : 2025 - Supercoupe de l'UEFA (1) : - Vainqueur : 2025 |

### Distinctions individuelles
- 3e pour le Golden Boy en 2014.
- Membre de l'équipe type de Ligue 1 en 2018, 2019, 2021, 2022[94], 2024[95] et 2025[96].
- Membre de l'équipe-type de l'ère qatarie du Paris Saint-Germain par L'Équipe en 2018.
- Nommé pour le Ballon d'or 2019 (28e).
- Membre de l'équipe-type de la Ligue des champions en 2020 et 2025[97],[98].
- Membre de l'équipe type de la Copa América 2021.
- Membre de l'équipe-type de la Coupe du monde des clubs 2025[99]

## Vie privée
Depuis le 3 juillet 2016, il est marié à la Brésilienne Carol Cabrino. Très présente sur les réseaux sociaux, l'épouse de Marquinhos rend publics de nombreux moments personnels. Le 1er novembre 2017, Carol accouche de leur premier enfant, une fille prénommée Maria Eduarda Cabrino Corrêa ; le 6 décembre 2019, elle donne naissance à leur deuxième enfant, un garçon prénommé Enrico Cabrino Corrêa. Le 4 avril 2022, naît leur troisième enfant, une fille prénommée Martina Cabrino Corrêa.